# Stanislav Kropilák
Stanislav „Kily“ Kropilák (10. června 1955 Kremnica, Československo – 14. října 2022) byl reprezentant Československa v basketbalu. Byl slovenského původu. Je zařazen na čestné listině zasloužilých mistrů sportu. V roce 2021 byl uveden do Síně slávy Mezinárodní basketbalové federace.

## Osobní život
Vystudoval Právnickou fakultu Univerzity Komenského v Bratislavě.
V roce 2000 byl zvolen nejlepším slovenským basketbalistou století. Svoji přezdívku Kily dostal po svém oblíbeném francouzském lyžaři Killym.
Počátkem tisíciletí byl poslancem Národní rady Slovenské republiky.

## Sportovní kariéra
S výškou 208 cm byl nepostradatelným členem československé reprezentace po 13 let své sportovní kariéry. Od roku 1977 hrál za tým Inter Bratislava, se kterým získal 4x titul mistra republiky (1979, 1980, 1983, 1985). Vojenskou službu absolvoval v Rudé Hvězdě Pardubice, se kterou získal titul mistra republiky v roce 1984. Ke konci kariéry hrál za belgický klub Fleurus Brusel a v Lucembursku. Hrál převážně na pozici pivota, ale z dnešního rozdělení pozic by se řadil mezi tzv. small forwards (Kevin Durant, Scottie Pippen). Byl subtilnější postavy.
- V reprezentaci odehrál celkem 368 zápasů.
- V lize zaznamenal celkem 6505 bodů.

## Výsledky
| Turnaj             | 1974 | 1975 | 1976 | 1977 | 1978 | 1979 | 1980 | 1981 | 1982 | 1983 | 1984 | 1985 | 1986 | 1987 |
| ------------------ | ---- | ---- | ---- | ---- | ---- | ---- | ---- | ---- | ---- | ---- | ---- | ---- | ---- | ---- |
| Olympijské hry     | -    | -    | 6.   | -    | -    | -    | 9.   | -    | -    | -    | dns  | -    | -    | -    |
| Mistrovství světa  | dns  | -    | -    | -    | 9.   | -    | -    | -    | 10.  | -    | -    | -    | dns  | -    |
| Mistrovství Evropy | -    | 6.   | -    | 3.   | -    | 4.   | -    | 3.   | -    | 10.  | -    | 2.   | -    | 8.   |
| ME juniorů         | 8.   | -    | -    | -    | -    | -    | -    | -    | -    | -    | -    | -    | -    | -    |